# The Frantic Four Réunion 2014 - Eventim Apollo Hammersmith London 31/3/2014
The Frantic Four Réunion 2014 - Eventim Apollo Hammersmith London 31/3/2014 è un album dal vivo della rock band inglese Status Quo, pubblicato nel marzo del 2014.

## Il disco
Dopo oltre 30 anni di litigi ed acrimonie, i quattro componenti originali degli Status Quo (che negli anni settanta venivano definiti dalla stampa d'oltremanica "Frantic Four", ovvero "I Frenetici Quattro"), decidono di ritornare provvisoriamente insieme nel 2013 per lo svolgimento di una mini-tournée limitata al solo Regno Unito.
Viste le richieste e il successo di pubblico ottenuto con l'iniziativa con tutte le date coperte dal sold out, la band decide di offrirsi ai propri fan con la formazione originale in un ultimo definitivo tour europeo per il 2014.
Questo CD, resoconto di uno show tenuto in Inghilterra nel marzo del 2014, viene messo in vendita sul posto a partire da 10 minuti dalla fine del concerto, oppure su prenotazione e spedizione per posta.

## Tracce
Disco 1
1. Junior's Wailing - 5:07 - (Pugh/White)
2. Backwater - Just Take Me - 4:30 - (Lancaster/ParfittYoung)
3. Just Take Me - 4:24 - (Lancaster/ParfittYoung)
4. Is There a Better Way - 4:50 - (Rossi/Lancaster)
5. In My Chair - 3:11 - (Rossi/Young)
6. Blue Eyed Lady - 5:18 - (Lancaster/Parfitt)
7. Little Lady - 3:17 - (Parfitt)
8. Most of the Time - 3:21 - (Rossi/Young)
9. Rain - 5:16 - (Parfitt)
10. (April) Spring, Summer and Wednesdays - 4:07 - (Rossi/Young)
11. Railroad - 5:45 - (Rossi/Young)
12. Oh Baby - 4:27 - (Parfitt/Rossi)

Disco 2
1. Forty-Five Hundred Times - 8:21 - (Rossi/Parfitt)
2. Big Fat Mama - 5:32 - (Rossi/Parfitt)
3. Down Down - 5:39 - (Rossi/Young)
4. Roadhouse Blues - 8:31 - (Manzarek/Densmore/Morrison/Krieger)
5. Caroline - 4:24 - (Rossi/Young)
6. Bye Bye Johnny - 5:01 - (Berry)

## Formazione
- Francis Rossi (chitarra solista, voce)
- Rick Parfitt (chitarra ritmica, voce)
- Alan Lancaster (basso, voce)
- John Coghlan (percussioni)
- Bob Young (armonica a bocca)